# Вуж бронзовий лінійнохвостий
Вуж бронзовий лінійнохвостий (Dendrelaphis caudolineatus) — змія з роду бронзових вужів родини Вужеві. Має 5 підівидів. Інша назва «бронзовий вуж Грея».

## Опис
Загальна довжина коливається від 140 до 180 см. Від інших бронзових вужів він відрізняється особливостями фолідоза, меншою кількістю лусок навколо тіла. Нагадує лазячих полозів: більш важка голова, товстіший масивний тулуб. За забарвленням нагадує Dendrelaphis pictus, відрізняється вузькими чорними смугами, що проходять по бронзовому коричневому фону спини, відсутній чорний малюнок на голові. Бічна чорна смуга не розширюється у передній третині тулуба. Хвіст з виразними золотавими смужками, характерними тільки для цього виду.

## Спосіб життя
Полюбляє ліси, але не уникає вирубок та сільськогосподарських угідь. Гарно лазить по деревах, але часто ловить здобич на землі. Активний вдень. Харчується ящірками та амфібіями, особливо полюбляє сцинкових ящірок роду Mabuya. Має нервову та агресивну вдачу.
Це яйцекладна змія. Самка відкладає 5—7 яєць.

## Розповсюдження
Мешкає у М'янмі, Таїланді, Малайзії, на островах Калімантан, Суматра та Філіппінах.

## Підвиди
- Dendrelaphis caudolineatus caudolineatus
- Dendrelaphis caudolineatus flavescens
- Dendrelaphis caudolineatus luzonensis
- Dendrelaphis caudolineatus modestus
- Dendrelaphis caudolineatus terrificus